# Benjamin Schulz (Handballspieler)
Benjamin Schulz (geboren am 9. Juni 1989 in Ribnitz-Damgarten als Benjamin Hinz) ist ein ehemaliger deutscher Handballspieler, der auf der Spielposition Linksaußen eingesetzt wurde.

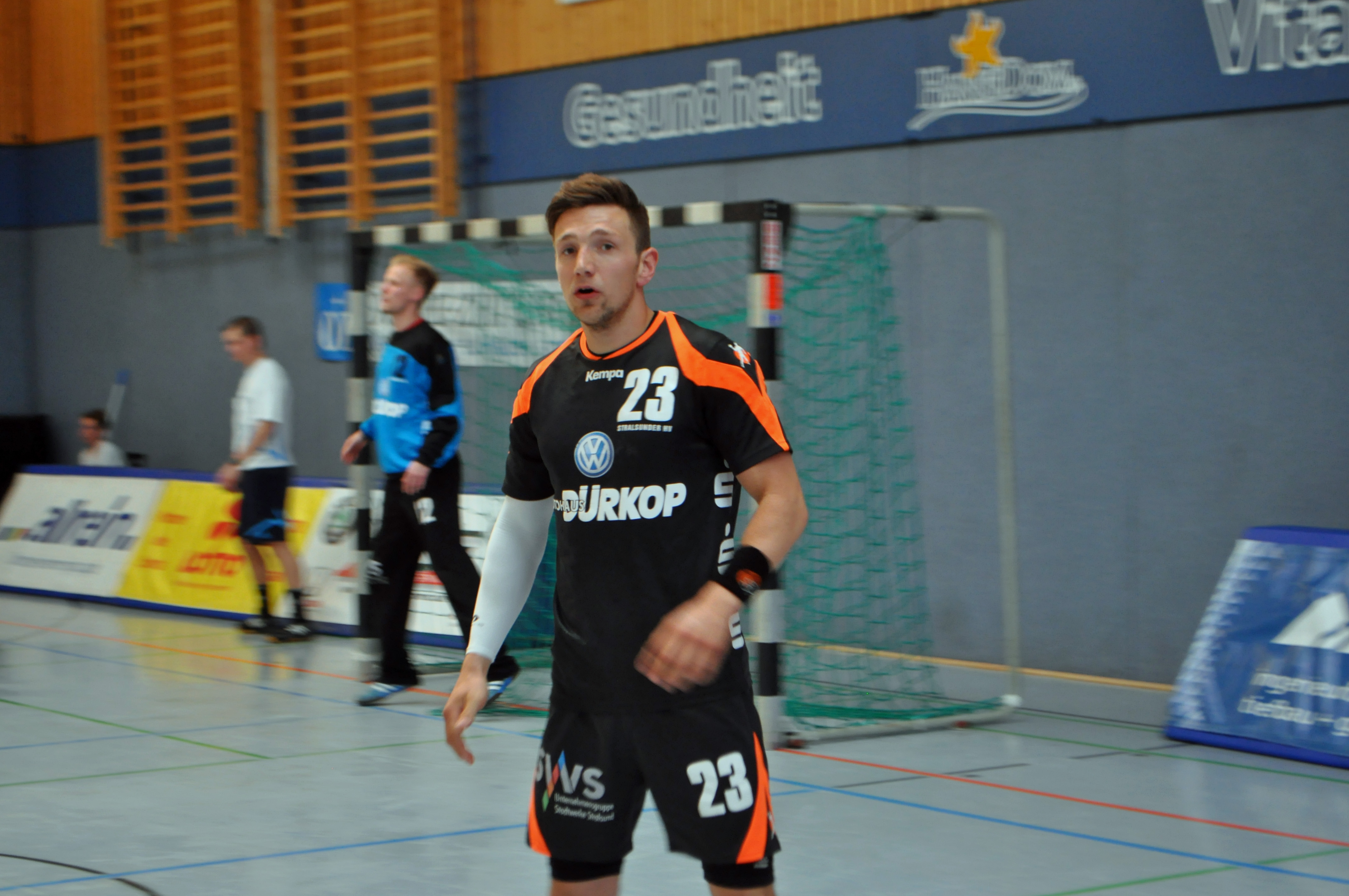
Benjamin Schulz (2014)

## Karriere im Handball

### Vereinssport
Er begann mit dem Handball bei Motor Barth. Ab der Saison 2007/2008 spielte der 1,86 Meter große Handballer beim Stralsunder HV (SHV), mit dem ihm der Aufstieg in die Bundesliga gelang. Nach dem direkten Abstieg und der Zwangsrelegation des SHV in die 4. Liga nach der Erstligaspielzeit 2008/2009 wechselte Hinz zum Oranienburger HC, später zum HC Neuruppin. In der Saison 2010/2011 spielte er beim Oranienburger HC. Zum Saisonbeginn 2013/2014 wechselte er wieder zum in der 4. Liga (Handball-Oberliga Ostsee-Spree) spielenden Stralsunder HV, mit dem er den Aufstieg in die 3. Liga schaffte. Zum Saisonbeginn 2015/2016 spielte er beim Ribnitzer HV, hauptsächlich auf der Position Rückraum, ging aber im Januar 2016 wieder zurück zum Stralsunder HV. Mit 118 Toren war Benjamin Schulz der erfolgreichste Torwerfer der Staffel A in der Vorrunde der 3. Liga 2021/2022. Schulz beendete seine Karriere im Handballsport nach der Saison 2023/2024.

### International
Mit der deutschen Polizei-Nationalmannschaft gewann er im Jahr 2012 und im Juni 2016 in Silkeborg die Europameisterschaft.

## Privates
Im Jahr 2021 nahm er anlässlich seiner Heirat den Namen Schulz an.